# Aito M9
Der Aito M9 (chinesisch 问界M9, Pinyin Wènjiè M9) ist ein Full-Size-Luxus-SUV, der seit 2023 von der Seres Group unter der Marke Aito in Zusammenarbeit mit HIMA, der markenübergreifenden Automobilallianz und dem Vertriebsnetz von Huawei, hergestellt wird. Er ist derzeit das größte und teuerste Fahrzeug der Marke.

## Beschreibung
Der Aito M9 wurde am 26. Dezember 2023 auf der Huawei-Winterkonferenz in China vorgestellt. Bei einem Radstand von 3,11 m ist das bis zu sechssitzige Fahrzeug 5,23 m lang und 1,80 m hoch. Es übernimmt das nach einem göttlichen Fisch der chinesischen Mythologie benannte Designkonzept „Kunpeng Zhanyi“ mit einem Luftwiderstandsbeiwert von 0,264 für die EV-Version und 0,279 für die EREV-Version.
Das SUV ist mit zwei Antriebssträngen erhältlich: dem Elektroantrieb mit Range Extender (EREV) und dem Elektroantrieb mit Akkumulator (EV).
Der M9 wurde in Zusammenarbeit mit der Harmony Intelligent Mobility Alliance (HIMA) entwickelt und ist mit zahlreichen Technologien von Huawei ausgestattet, darunter dem intelligenten Cockpit von HarmonyOS und dem Huawei ADS 2.0 (Ende 2024 auf ADS 3.0 aktualisiert), einem KI-gestützten Fahrerassistenzsystem (ADAS), das aus einem Lidar, drei Millimeterwellen-Radaren, zwölf Ultraschall-Sensoren und elf Kameras besteht; dies ist Bestandteil der Huawei-Tuling-Plattform, die mit verschiedenen Sensoren (Multi-modal Sensor Fusion), der in weniger als 0,1 Sek. reagierenden Drehmomentregelung Huawei DATS (für Dynamic Adaptive Torque System) und dem   Karosseriesteuerungssystem Huawei xMotion ausgestattet ist. Er ist in zwei Modellkonfigurationen erhältlich: Max und Ultra.
Das Chassis des Aito M9 besteht zu 80 Prozent aus Aluminium. Der Wagen ist außerdem mit einer Luftfederung mit einem Verstellbereich von bis zu 80 mm ausgestattet. Zur weiteren Ausstattung gehören ein 75 Zoll großes Head-up-Display (AR-HUD) mit Augmented Reality für den Fahrer, 25 Lautsprecher und drei Bildschirme vorne: ein 15,6 Zoll großes zentrales Display, ein 16 Zoll großer Monitor für den Beifahrer und eine 12,3 Zoll große Instrumententafel. Optional sind vier 10-Zoll-Bildschirme für die Passagiere in der zweiten und dritten Reihe sowie ein ausfahrbarer 32-Zoll-Bildschirm und ein Laserprojektor für die Fondpassagiere erhältlich. Es ist mit Shuyun-Doppelsitzen, Sitzen mit Beinauflage (Zero Gravity Seat 2.0) und dem Huawei Xpixel-Beleuchtungssystem ausgestattet.
Im September 2024 wurde eine Fünfsitzer-Version präsentiert. Sie verfügt über 1220 mm Beinfreiheit in der zweiten Reihe und ist mit zwei Zero-Gravity-Sitzen ausgestattet.
Der M9 war in China 2024 in der Luxusklasse das am besten verkaufte SUV.

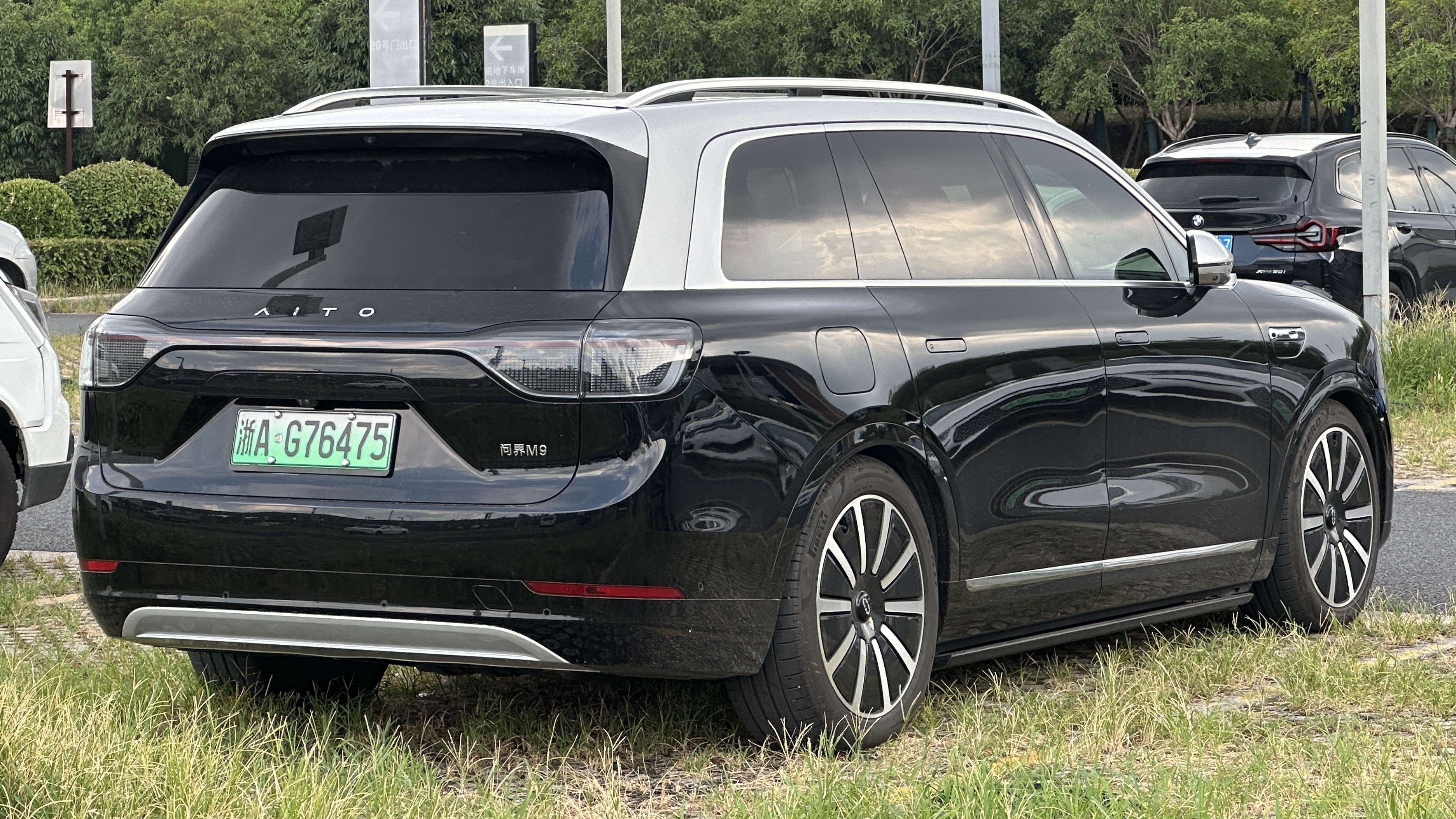
Heckansicht
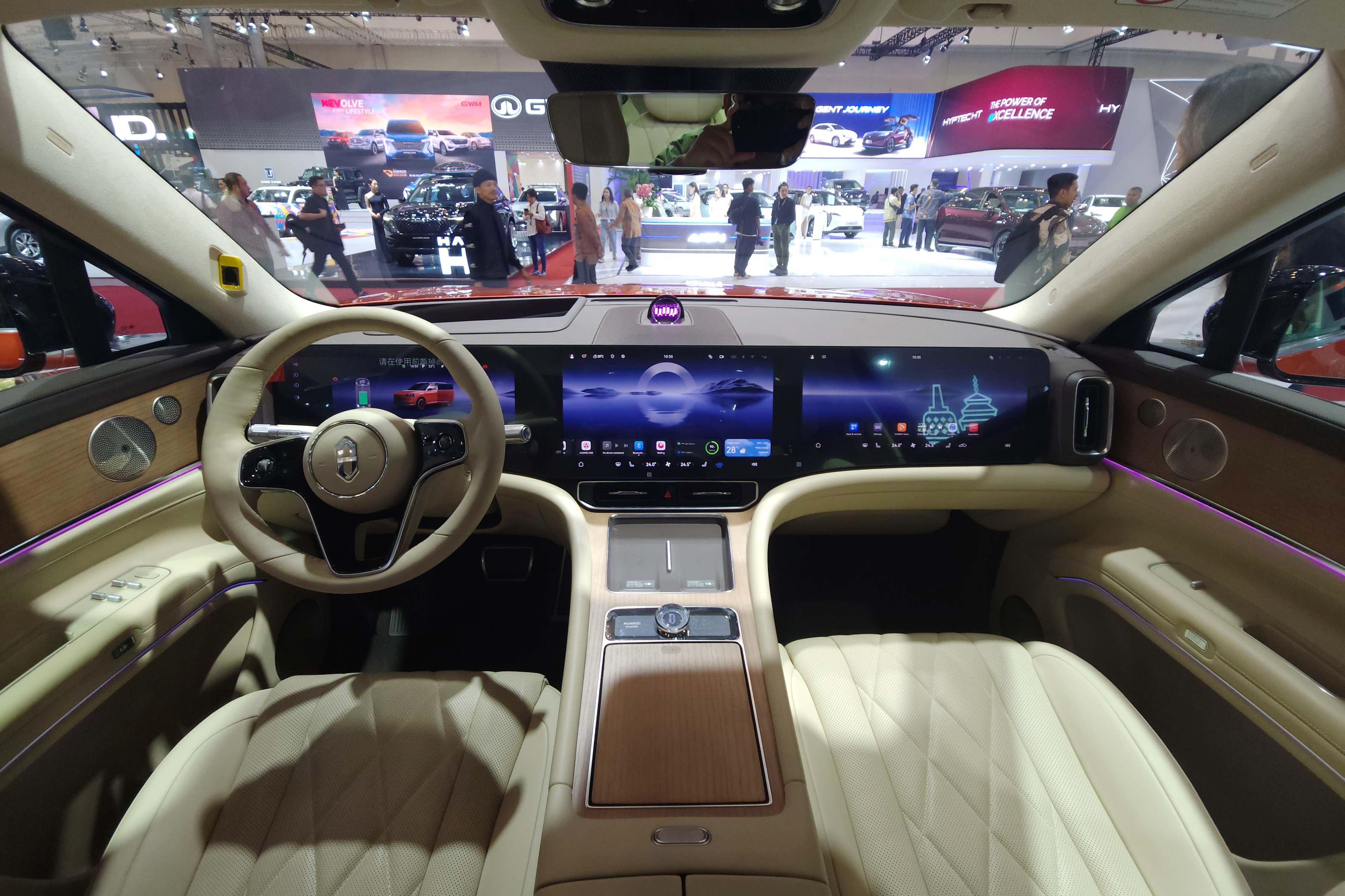
Innenraum vorne
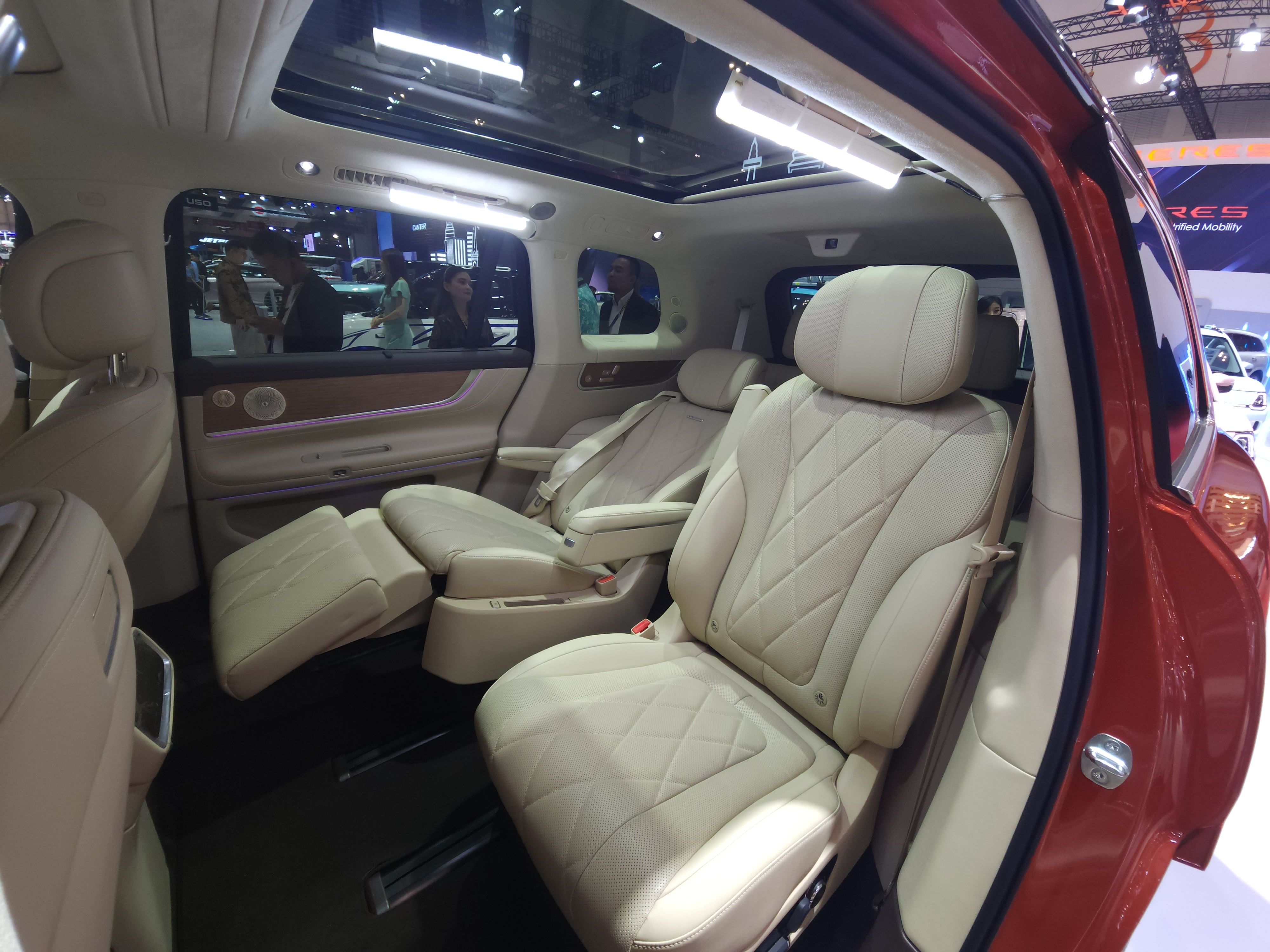
Innenraum hinten